# قياس الرطوبة
قياس الرطوبة أو الخَضَالَة(ملاحظة 1) أو الرَّزَاغَة أو السيكرومترية (بالإنجليزية: Psychrometry)‏ هو مصطلح يستخدم في المجال الهندسي لوصف الأمور المتعلقة بتحديد الخصائص الفيزيائية والديناميكية الحرارية لمزائج غاز-بخار.
اشتق الاسم من الإغريقية ψυχρόν يمعنى بارد، وμέτρον بمعنى قياس؛ أي قياس البرودة (بمعنى قياس الرطوبة).

## الخريطة السيكرومترية

الخريطة السيكرومترية

هي رسم بياني يوضح المتغيرات الحرارية المختلفة للهواء الرطب مثل الرطوبة النسبية ودرجة حرارة البصيلة الجافة ودرجة حرارة التندي والحجم النوعي ونسبة الرطوبة عند ضغط ثابت وهو الضغط الجوي.
تستخدم الخريطة السيكرومترية في تطبيقات حسابات تكييف الهواء.
REFRIGERATION AND AIR CONDITIONING --- ARORA
Gatley, D.P. (2004). "Psychrometric chart celebrates 100th anniversary" (PDF). ASHRAE Journal 46 (11): 16–20.

## تطبيقات مشتركة
على الرغم من أن مبادئ التطوير النفسي تنطبق على أي نظام مادي يتكون من مخاليط بخار الغاز، فإن نظام الفائدة الأكثر شيوعا هو مزيج بخار الماء والهواء، بسبب تطبيقه في التدفئة والتهوية والتكييف والأرصاد الجوية في شروط الإنسان، تعتبر راحة نا الحرارية جزءا كبيرا من نتيجة ليس فقط درجة حرارة الهواء المحيط، ولكن (لأننا نؤيد أنفسنا عبر العرق) مدى تشبع هذا الهواء بخار الماء. العديد من المواد هي استرطابي، مما يعني أنها تجذب المياه، وعادة ما يتناسب مع الرطوبة النسبية أو فوق الرطوبة النسبية الناقدة. تشمل هذه المواد القطن والورق أو السليلوز والمنتجات الخشبية الأخرى والسكر أو أكسيد الكالسيوم (الجير المحروق) والعديد من المواد الكيميائية والأسمدة. تهتم الصناعات التي تستخدم هذه المواد مع التحكم في الرطوبة النسبية في إنتاج هذه المواد وتخزينها. في تطبيقات التجفيف الصناعي، مثل ورقة التجفيف، عادة ما تحاول الشركات المصنعة تحقيق الأمثل بين الرطوبة النسبية المنخفضة، مما يزيد من معدل التجفيف، واستخدام الطاقة، مما يتناقص مع زيادة الرطوبة النسبية العادم. في العديد من التطبيقات الصناعية أمر مهم لتجنب التكثيف الذي يفسد المنتج أو يسبب التآكل. يمكن التحكم في القوالب والفطريات عن طريق الحفاظ على الرطوبة النسبية منخفضة. الخشب تدمير الفطريات عادة لا تنمو في الرطوبة النسبية أقل من 75٪.

## خصائص ذاتية

### درجة الحرارة الجافة (DBT)
درجة حرارة لمبة الجافة هي درجة الحرارة التي تشير إليها بواسطة مقياس الحرارة المعرض للهواء في مكان محمي من الإشعاع الشمسي المباشر. يضاف مصطلح المصباح الجاف عادة إلى درجة حرارة لدرجة الحرارة لتمييزه عن درجة حرارة PLAB و DEW نقطة. في الأرصاد الجوية والنظري، فإن درجة حرارة الكلمة بحد ذاتها دون بادئة تعني عادة درجة حرارة لمبة الجفاف. من الناحية الفنية، يتم تسجيل درجة الحرارة بواسطة ميزان الحرارة الجاف لمجموعي. الاسم يعني أن لمبة الاستشعار أو العنصر في الواقع جافة. يوفر WMO فصلا 23 صفحة على قياس درجة الحرارة.

### درجة الحرارة الرطبة (WBT)
درجة حرارة المصباح الرطب الحراري هي خاصية ديناميكية حرارية لمزيج من بخار الهواء والماء. غالبا ما توفر القيمة التي تشير إليها ميزان حرارة لمبة مبللة تقريبا إلى درجة حرارة المصباح الرطب الحراري. تعتمد دقة ميزان حرارة لمبة بسيطة على الرطب على مدى مرور الهواء بسرعة على المصباح ومدى حماية ميزان الحرارة من درجة الحرارة المشعة لمنبهه. سرعات تصل إلى 5000 قدم / دقيقة (~ 60 ميلا في الساعة) هي الأفضل ولكن قد تكون خطرة لتحريك مقياس الحرارة بهذه السرعة. يمكن أن تحدث أخطاء تصل إلى 15٪ إذا كانت الحركة الجوية بطيئة للغاية أو إذا كان هناك حاضر حراري مشع كبير (من أشعة الشمس، على سبيل المثال). يشار إلى درجة حرارة لمبة مبللة تؤخذ مع الحركة الجوية عند حوالي 1-2 م / ث أنها درجة حرارة الشاشة، في حين يشار إلى درجة حرارة تتخذ درجة حرارة مع الهواء حوالي 3.5 م / ث أو أكثر باسم درجة حرارة حبال. مقياس علمي هو جهاز يتضمن المصباح الجاف ومقياس المياه الرطب. يتطلب مقياس السكاني الرافعة عملية يدوية لإنشاء تدفق الهواء على المصابيح، ولكن مقياس ماطوم يعمل بالطاقة يتضمن مروحة لهذه الوظيفة. معرفة كل من درجة حرارة المصباح الجاف (DBT) ودرجة حرارة المصباح الرطب (WBT)، يمكن للمرء تحديد الرطوبة النسبية (RH) من الرسم البياني الأساسي المناسبة إلى ضغط الهواء.

### درجة الحرارة نقطة الندى
درجة الحرارة التشبع للرطوبة الموجودة في عينة الهواء، ويمكن أيضا تعريفها كما درجة الحرارة التي يتغير البخار في السائل (التكثيف). عادة ما يكون المستوى الذي يتغير بخار الماء في السائل يمثل قاعدة السحابة في الغلاف الجوي وبالتالي يسمى مستوى التكثيف. لذا فإن قيمة درجة الحرارة التي تسمح بهذه العملية (التكثيف) تسمى «درجة حرارة نقطة الندى». تعريف مبسط هو درجة الحرارة التي يتحول فيها بخار الماء إلى «الندى» (شامونودا Zambuko 2012).

### الرطوبة المحدودة
يتم تعريف الرطوبة المحددة أو النوعية على أنها كتلة بخار الماء كنسبة من كتلة عينة الهواء الرطبة (بما في ذلك كل من الهواء الجاف وبخار الماء)؛ يرتبط ارتباطا وثيقا نسبة الرطوبة وانخفاض القيمة دائما.

#### الرطوبة المطلقة
كتلة بخار الماء لكل وحدة حجم للهواء المحتوي على بخار الماء. تُعرف هذه الكمية أيضًا بكثافة بخار الماء.

#### الرطوبة النسبية
المقال الرئيسي: رطوبة نسبية
نسبة ضغط بخار الرطوبة في العينة إلى ضغط بخار التشبع عند درجة حرارة البصيلة الجافة للعينة.

### المحتوى الحراري المحدد
يماثل المحتوى الحراري النوعي لمادة نقية. في القياس النفسي، يحدد المصطلح إجمالي الطاقة لكل من الهواء الجاف وبخار الماء لكل كيلوغرام من الهواء الجاف.

### حجم معين
مشابه للحجم المحدد لمادة نقية. ومع ذلك، في القياس النفسي، يحدد المصطلح الحجم الإجمالي لكل من الهواء الجاف وبخار الماء لكل وحدة كتلة من الهواء الجاف.

### النسبة السكرومترية
و نسبة السيكرومترية هي نسبة معامل انتقال الحرارة لهذا المنتج من معامل انتقال الكتلة والحرارة الرطبة على سطح مبلل. يمكن تقييمها بالمعادلة التالية:
{\displaystyle r={\frac {h_{c}}{k_{y}c_{s}}}\,}
where:
- {\displaystyle r} = النسبة السيكرومترية، بلا أبعاد
- {\displaystyle h_{c}} =معامل انتقال الحرارة الحراري W m−2 K−1
- {\displaystyle k_{y}} = الحمل الحراري كتلة نقل معامل كجم م −2 s−1
- {\displaystyle c_{s}} =الحرارة الرطبة، J كجم −1 K− it

## هوامش
- ملاحظة 1: الخَضالة من خَضِلَ َ خَضَلاً: نَدِىَ وابتلَّ، وخَضِلَ الدُّرَّةُ: صَفَتْ كأَنَّها قطرةُ والخَضِيلَةُ : الروضةُ النَّدِيَة[10]